# 努埃诺
努埃诺，是西班牙阿拉贡自治区韦斯卡省的一个市镇。总面积147平方公里，总人口353人（2001年），人口密度2人/平方公里。